# ONEFA 2019
La Liga Mayor ONEFA 2019 fue la octogésima novena temporada de fútbol americano universitario en México, así como la cuadragésima primera administrada por la Organización Nacional Estudiantil de Fútbol Americano (ONEFA). Este año no habrá Tazón de Campeones contra el ganador de la CONADEIP, ni tampoco se efectuaron partidos interligas durante la temporada regular.
La Temporada que llevará el nombre 50 Aniversario Águilas Blancas estará dividida en dos grupos: la Conferencia Jacinto Licea, anteriormente Verde, y la Conferencia Nacional, que fue resultado de la fusión de los grupos Blanco y Rojo.
En el circuito dedicado al Doc Licea participarán ocho equipos: Auténticos Tigres UANL, Burros Blancos IPN, Pumas CU UNAM, Águilas Blancas IPN, Linces UVM, Leones Anáhuac México, Águilas UACH y la nueva adición, los Potros Salvajes de la UAEM.
El total de equipos participantes de la Liga Mayor se redujo de 22 a 19.

## Equipos participantes
| Equipo                      | Universidad                               | Campus                      | Entrenador jefe (t)         |
| Conferencia "Jacinto Licea" | Conferencia "Jacinto Licea"               | Conferencia "Jacinto Licea" | Conferencia "Jacinto Licea" |
| --------------------------- | ----------------------------------------- | --------------------------- | --------------------------- |
| Águilas                     | Universidad Autónoma de Chihuahua         | Chihuahua                   | Javier Trevizo Fernández    |
| Águilas Blancas             | Instituto Politécnico Nacional            | Casco de Santo Tomás        | Enrique Zárate              |
| Auténticos Tigres           | Universidad Autónoma de Nuevo León        | San Nicolás de los Garza    | Juan Antonio Zamora         |
| Burros Blancos              | Instituto Politécnico Nacional            | Zacatenco                   | Agustín López               |
| Leones Norte                | Universidad Anáhuac                       | Huixquilucan                | Marco Montes                |
| Linces UVM                  | Universidad del Valle de México           | Lomas Verdes                | Rodrigo Pérez               |
| Potros Salvajes             | Universidad Autónoma del Estado de México | Toluca                      | Ricardo Jiménez López       |
| Pumas CU                    | Universidad Nacional Autónoma de México   | Ciudad Universitaria        | Félix Buendía               |
| Conferencia Nacional        |                                           |                             |                             |
| Grupo Norte                 |                                           |                             |                             |
| Correcaminos                | Universidad Autónoma de Tamaulipas        | Ciudad Victoria / Reynosa   | Oscar Garza                 |
| Leones Negros               | Universidad de Guadalajara                | Guadalajara                 | Adal Velmor                 |
| Leones Querétaro            | Universidad Anáhuac                       | Querétaro                   | Miguel A. Estrada           |
| Lobos UAdeC                 | Universidad Autónoma de Coahuila          | Saltillo                    | Ángel Esparza Castro        |
| Tecos                       | Universidad Autónoma de Guadalajara       | Guadalajara                 | Roberto Salas               |
| Grupo sur                   |                                           |                             |                             |
| Frailes                     | Universidad del Tepeyac                   | Lindavista                  | Adán Tapia                  |
| Halcones                    | Universidad Veracruzana                   | Xalapa                      | José Luis Izquierdo         |
| Leones Cancún               | Universidad Anáhuac                       | Cancún                      | Jorge Jiménez Aréchiga      |
| Lobos BUAP                  | Benemérita Universidad Autónoma de Puebla | Puebla de Zaragoza          | Gustavo Torres              |
| Pumas Acatlán               | Universidad Nacional Autónoma de México   | FES Acatlán                 | Horacio García Aponte       |
| Toros Salvajes              | Universidad Autónoma Chapingo             | Texcoco                     | Daniel Cruz                 |

## Acontecimientos relevantes
- En febrero del 2019 durante el congreso de la ONEFA se decidió jugar un juego interliga contra los equipos de la CONADEIP, sin embargo dichos jugos no tendrán valor en puntos para las ligas, serán juegos de preparación o scrimmages. Águilas UACH y la nueva adición, los Potros Salvajes de la UAEM  decidieron no participar en la Jornada Interligas.[1]

- Durante el congreso de la CONADEIP se decidió no aceptar la propuesta de la ONEFA, debido a que no contaran para los Standings de las ligas y la no existencia del Campeón de Campeones a final de temporada, así como el juego de selecciones entre los representativos de ONEFA y CONADEIP.

- El programa de los Correcaminos de la Universidad Autónoma de Tamaulipas decidió fusionar sus programas fútbol americano universitario de Correcaminos Ciudad Victoria y Correcaminos Norte Reynosa, esto se debió a querer competir en el segundo grupo más fuerte dentro de ONEFA.[2]

- Pumas CU y Pumas Acatlán anuncian que tendrán nuevos jefes de entrenadores para esta temporada siendo Félix Buendía (reciente campeón de la LFA con los Condors LFA) el elegido para dirigir a los del pedregal.[3] Y Horacio García (multicampeón con la Selección de fútbol americano de México y con los Borregos Toluca de la CONADEIP) el elegido para dirigir a los Pumas Acatlán.[4]

- Burros Blancos anuncia cambio de entrenador jefe previo a la temporada 2019, dejando el cargo Francisco Chaparro por problemas internos y nombrando a Agustín López nuevo entrenador jefe.[5]

- Burros Blancos ganó el clásico estudiantil frente a los Pumas CU, en el es considerado como el mejor juego de la década, debido a la intensidad de juego, el ambiente y la fiesta en general que se vivió, llegando casi a los 100 puntos.[6]

- El Fútbol Americano regreso a un estadio emblemático en México como lo es el Estadio Alberto "Chivo" Cordova, con el juego entre Potros UAEM vs los Pumas CU, ganando estos últimos por un marcador de 30 - 3.[7]

- Auténticos Tigres, el actual campeón queda eliminado de la pos temporada de la ONEFA, después de un récord de 3 ganados y 4 perdidos, desde el 2006 Auténticos Tigres no quedaba fuera de pos temporada.[8]

- ONEFA y CONADEIP acuerdan realizar el Tazón Azteca XLVI, entre selecciones de ambas ligas, así reuniendo el mejor talento universitario de fútbol americano, a jugarse en Monterey Nuevo León en el estadio Gaspar Mass.[9]

- Dentro de los acuerdos para la realización del Tazón Azteca se encuentra que el año posterior a haberlo organizado la ONEFA, este deberá organizar el siguiente Tazón Azteca.

- ONEFA gana el tazón Azteca por marcador de 15 - 14 a la selección de Conadeip.

## Pretemporada

### Calendario y resultados
Estos son algunos de los juegos de prácticas y prácticas conjuntas más relevantes previos al inicio de temporada.
| Scrimmages        | Scrimmages | Scrimmages            | Scrimmages               | Scrimmages | Scrimmages | Scrimmages                |
| Visitante         | Resultado  | Local                 | Estadio                  | Fecha      | Hora       | Transmisión               |
| ----------------- | ---------- | --------------------- | ------------------------ | ---------- | ---------- | ------------------------- |
| Linces UVM        | 7 - 52     | Aztecas               | Templo del Dolor         | 11-abr     | 13:00      |                           |
| Águilas Blancas   | 14 - 20    | Borregos Guadalajara  | UDBJ Fresnillo           | 13-abr     | 16:00      |                           |
| Burros Blancos    | 40 - 7     | Leones Negros         | CUECA                    | 16-may     | 16:00      |                           |
| Correcaminos      | 7 - 48     | Borregos Salvajes MTY | Borregos                 | 7-jun      | 19:00      |                           |
| Borregos Toluca   | 13 - 20    | Pumas CU              | Roberto "Tapatío" Méndez | 29-jun     | 15:00      |                           |
| Lobos BUAP        | 10 - 45    | Borregos Puebla       | Cráter Azul              | 5-Jul      | 18:00      |                           |
| Borregos Toluca   | 35 - 7     | Potros Salvajes       | J.J.Pichardo             | 9-Ago      | 18:00      |                           |
| Pumas Acatlán     | 12 - 33    | Borregos México       | Corral de Plástico       | 10-Ago     | 13:00      |                           |
| Leones Negros     | 0 - 42     | Borregos Guadalajara  | La Fortaleza Azul        | 10-Ago     | 13:00      |                           |
| Frailes           | 6 - 31     | Águilas Blancas       | Casco de Santo Tomas     | 10-ago     | 13:00      | Tercer Cuarto             |
| Leones UA Norte   | 19 - 21    | Borregos Puebla       | Cráter Azul              | 17-ago     | 13:00      |                           |
| Águilas Blancas   | 17 - 0     | Pumas Acatlán         | FES Acatlán              | 17-ago     | 13:00      |                           |
| Auténticos Tigres | 17 - 28    | Borregos México       | Corral de Plástico       | 17-ago     | 13:00      | TS Video S.F.N Heraldo TV |
| Linces UVM        | 14 - 28    | Borregos Guadalajara  | La Fortaleza Azul        | 17-ago     | 11:00      |                           |
| Frailes           | 7 - 21     | Aztecas               | Templo del Dolor         | 17-ago     | 13:00      |                           |
| Borregos Toluca   | 20 - 21    | Águilas Blancas       | Casco de Santo Tomas     | 24-ago     | 13:00      |                           |
| Auténticos Tigres | 13 - 10    | UMHB Crusaders        | Crusader Stadium         | 24-Ago     | 18:00      |                           |
| Borregos México   | 21 - 43    | Pumas CU              | Olímpico Universitario   | 24-ago     | 12:00      |                           |
| Borregos Puebla   | 13 - 10    | Linces UVM            | JOM                      | 24-ago     | 13:00      | Tercer Cuarto             |
| Borregos Quetaro  | 13 - 25    | Leones Querétaro      | Anáhuac QRO              | 24-ago     | 16:00      |                           |
| Auténticos Tigres | 16 - 49    | Borregos Salvajes     | Borregos                 | 30-ago     | 19:00      | S.F.N                     |
| Pumas CU          | 21 - 24    | UMHB Crusaders        | Crusader Stadium         | 30-Ago     | 18:00      |                           |
| Aztecas           | 40 - 30    | Burros Blancos        | Wilfrido Massieu         | 31-ago     | 13:00      |                           |

### Clásico Regio LXXXVIII[11]
| Casco           |        |               |
| Brazo izquierdo | Cuerpo | Brazo derecho |
| Pantalones      |        |               |
| Medias          |        |               |
| AT              |        |               |

| 30 de agosto de 2019, 19:30 Estadio Borregos TV: |    |    |    |    |
| \| Equipo \| 1C \| 2C \| 3C \| 4C \| \| ----------------- \| -- \| -- \| -- \| -- \| \| Auténticos Tigres \| 6 \| 0 \| 3 \| 7 \| \| Borregos Salvajes \| 14 \| 14 \| 14 \| 7 \| |    |    |    |    |
| Equipo | 1C | 2C | 3C | 4C |
| Auténticos Tigres | 6  | 0  | 3  | 7  |
| Borregos Salvajes | 14 | 14 | 14 | 7  |

| Equipo            | 1C | 2C | 3C | 4C |
| ----------------- | -- | -- | -- | -- |
| Auténticos Tigres | 6  | 0  | 3  | 7  |
| Borregos Salvajes | 14 | 14 | 14 | 7  |

| Casco           |        |               |
| Brazo izquierdo | Cuerpo | Brazo derecho |
| Pantalones      |        |               |
| Medias          |        |               |
| Mty             |        |               |

## Temporada regular

### Calendario y resultados
Calendario Liga Mayor ONEFA 2019.
| Semana 1         | Semana 1  | Semana 1      | Semana 1         | Semana 1 | Semana 1 | Semana 1      |
| Visitante        | Resultado | Local         | Estadio          | Fecha    | Hora     | Transmisión   |
| ---------------- | --------- | ------------- | ---------------- | -------- | -------- | ------------- |
| Leones Cancún    | 31 - 24   | Frailes       | Dep. V. Carranza | 7-sep    | 12:00    | Tercer Cuarto |
| Halcones         | 27 - 29   | Lobos BUAP    | CU BUAP          | 7-sep    | 13:00    | InLockerFBA   |
| Correcaminos     | 16 - 36   | Lobos UAdeC   | Jorge Castro     | 7-sep    | 14:00    |               |
| Leones Querétaro | 34 - 7    | Leones Negros | CUCEO            | 7-sep    | 16:00    | SYDD          |
| Toros Salvajes   | 3 - 19    | Pumas Acatlán | FES Acatlán      | 7-sep    | 18:00    | Tercer Cuarto |
| BYE              | Tecos UAG |               |                  |          |          |               |

| Semana 2          | Semana 2      | Semana 2         | Semana 2               | Semana 2 | Semana 2 | Semana 2                    |
| Visitante         | Resultado     | Local            | Estadio                | Fecha    | Hora     | Transmisión                 |
| ----------------- | ------------- | ---------------- | ---------------------- | -------- | -------- | --------------------------- |
| Burros Blancos    | 28 - 14       | Potros Salvajes  | Juan Josafat Pichardo  | 13-sep   | 19:00    |                             |
| Pumas CU          | 28 - 7        | Águilas Blancas  | Ciudad de los Deportes | 14-sep   | 9:00     |                             |
| Auténticos Tigres | 29 - 22       | Leones UA Norte  | La Cueva               | 14-sep   | 12:00    |                             |
| Águilas           | 0 - 13        | Linces UVM       | JOM                    | 14-sep   | 12:00    |                             |
| Lobos UAdeC       | 22 - 31       | Leones Querétaro | Querétaro              | 13-sep   | 15:00    | El Emparrillado             |
| Correcaminos      | 27 - 13       | Tecos UAG        | Tres de Marzo          | 14-sep   | 18:00    |                             |
| Lobos BUAP        | 16 - 33       | Pumas Acatlán    | FES Acatlán            | 14-sep   | 18:00    | Tercer Cuarto               |
| Frailes           | 34 - 14       | Halcones         | USBI Xalapa            | 14-sep   | 19:00    | Inercia Deportiva           |
| Toros Salvajes    | 0 - 53        | Leones Cancún    | Coliseo Maya           | 14-sep   | 19:00    | Comunicación Anáhuac Cancún |
| BYE               | Leones Negros |                  |                        |          |          |                             |

| Semana 3        | Semana 3     | Semana 3          | Semana 3               | Semana 3 | Semana 3 | Semana 3                    |
| Visitante       | Resultado    | Local             | Estadio                | Fecha    | Hora     | Transmisión                 |
| --------------- | ------------ | ----------------- | ---------------------- | -------- | -------- | --------------------------- |
| Burros Blancos  | 14 - 13      | Auténticos Tigres | Gaspar Mass            | 20-sep   | 19:00    | Canal 28 NL                 |
| Linces UVM      | 3 - 24       | Pumas CU          | Olímpico Universitario | 21-sep   | 12:00    |                             |
| Potros Salvajes | 0 - 48       | Águilas Blancas   | Wilfrido Massieu       | 21-sep   | 12:00    |                             |
| Leones UA Norte | 36 - 7       | Águilas           | Olímpico de la UACH    | 21-sep   | 17:00    | UACHTv                      |
| Halcones        | 0 - 27       | Toros Salvajes    | Palomo Ruiz Tapia      | 21-sep   | 11:00    |                             |
| Tecos UAG       | 5 - 24       | Leones Querétaro  | Querétaro              | 21-sep   | 16:00    |                             |
| Frailes         | 25 - 3       | Lobos BUAP        | CU BUAP                | 21-sep   | 13:00    |                             |
| Lobos UAdeC     | 35 - 6       | Leones Negros     | CUCEO                  | 21-sep   | 16:00    |                             |
| Pumas Acatlán   | 21 - 44      | Leones Cancún     | Coliseo Maya           | 21-sep   | 19:00    | Comunicación Anáhuac Cancún |
| BYE             | Correcaminos |                   |                        |          |          |                             |

| Semana 4          | Semana 4         | Semana 4        | Semana 4            | Semana 4 | Semana 4 | Semana 4      |
| Visitante         | Resultado        | Local           | Estadio             | Fecha    | Hora     | Transmisión   |
| ----------------- | ---------------- | --------------- | ------------------- | -------- | -------- | ------------- |
| Burros Blancos    | 21 - 17          | Linces UVM      | JOM                 | 27-sep   | 19:00    |               |
| Auténticos Tigres | 12 -20           | Águilas Blancas | Wilfrido Massieu    | 28-sep   | 12:00    |               |
| Potros Salvajes   | 6 - 38           | Leones UA Norte | La Cueva            | 28-sep   | 12:00    |               |
| Pumas CU          | 45 - 24          | Águilas         | Olímpico de la UACH | 28-sep   | 17:00    | UACHTv        |
| Toros Salvajes    | 13 - 44          | Frailes         | Dep. V. Carranza    | 28-sep   | 12:00    | Tercer Cuarto |
| Leones Cancún     | 27 - 6           | Lobos BUAP      | CU BUAP             | 28-sep   | 13:00    |               |
| Tecos UAG         | 29 -49           | Lobos UAdeC     | Jorge Castro        | 28-sep   | 15:00    |               |
| Leones Negros     | 0 - 42           | Correcaminos    | Reynosa             | 28-sep   | 15:00    |               |
| Pumas Acatlán     | 27 - 0           | Halcones        | USIBI Xalapa        | 28-sep   | 19:00    |               |
| BYE               | Leones Querétaro |                 |                     |          |          |               |

| Semana 5        | Semana 5      | Semana 5          | Semana 5               | Semana 5 | Semana 5 | Semana 5      |
| Visitante       | Resultado     | Local             | Estadio                | Fecha    | Hora     | Transmisión   |
| --------------- | ------------- | ----------------- | ---------------------- | -------- | -------- | ------------- |
| Potros Salvajes | 14 -42        | Auténticos Tigres | Gaspar Mass            | 4-oct    | 19:00    | Canal 53      |
| Águilas Blancas | 20 -16        | Linces UVM        | JOM                    | 4-oct    | 19:00    |               |
| Leones UA Norte | 17 - 42       | Pumas CU          | Olímpico Universitario | 5-oct    | 12:00    |               |
| Águilas         | 0 - 56        | Burros Blancos    | Wilfrido Massieu       | 5-oct    | 12:00    |               |
| Correcaminos    | 14 - 21       | Toros Salvajes    | Palomo Ruiz Tapia      | 5-oct    | 11:00    |               |
| Frailes         | 30 - 13       | Leones Querétaro  | Querétaro              | 5-oct    | 12:00    |               |
| Lobos BUAP      | 13 - 30       | Tecos UAG         | Tres de Marzo          | 5-oct    | 18:00    |               |
| Lobos UAdeC     | 33 - 24       | Pumas Acatlán     | FES Acatlán            | 5-oct    | 18:00    | Tercer Cuarto |
| Leones Negros   | 6 - 15        | Halcones          | USIBI Xalapa           | 5-oct    | 19:00    |               |
| BYE             | Leones Cancún |                   |                        |          |          |               |

| Semana 6          | Semana 6    | Semana 6        | Semana 6               | Semana 6 | Semana 6 | Semana 6      |
| Visitante         | Resultado   | Local           | Estadio                | Fecha    | Hora     | Transmisión   |
| ----------------- | ----------- | --------------- | ---------------------- | -------- | -------- | ------------- |
| Potros Salvajes   | 13 - 17     | Linces UVM      | JOM                    | 11-oct   | 19:00    |               |
| Burros Blancos    | 51 - 48     | Pumas CU        | Olímpico Universitario | 12-oct   | 9:00     |               |
| Leones UA Norte   | 24 - 31     | Águilas Blancas | Casco de Santo Tomás   | 12-oct   | 19:00    |               |
| Auténticos Tigres | 24 - 10     | Águilas         | Olímpico de la UACH    | 12-oct   | 17:00    | UACHTv        |
| Pumas Acatlán     | 30 - 27     | Frailes         | Dep. V. Carranza       | 12-oct   | 12:00    | Tercer Cuarto |
| Toros Salvajes    | 29 - 6      | Lobos BUAP      | CU BUAP                | 12-oct   | 13:00    |               |
| Tecos UAG         | 45 - 0      | Leones Negros   | CUCEO                  | 12-oct   | 00:00    |               |
| Leones Querétaro  | 28 - 40     | Correcaminos    | Eugenio Alviso         | 12-oct   | 15:00    |               |
| Halcones          | 6 - 55      | Leones Cancún   | Coliseo Maya           | 12-oct   | 19:00    |               |
| BYE               | Lobos UAdeC |                 |                        |          |          |               |

| Semana 7         | Semana 7      | Semana 7          | Semana 7              | Semana 7 | Semana 7 | Semana 7      |
| Visitante        | Resultado     | Local             | Estadio               | Fecha    | Hora     | Transmisión   |
| ---------------- | ------------- | ----------------- | --------------------- | -------- | -------- | ------------- |
| Pumas CU         | 20 - 7        | Auténticos Tigres | Gaspar Mass           | 18-oct   | 19:00    | Canal 53      |
| Águilas          | 21 - 22       | Potros Salvajes   | Juan Josafat Pichardo | 18-oct   | 19:00    |               |
| Linces UVM       | 31 - 28       | Leones UA Norte   | La Cueva              | 19-oct   | 12:00    |               |
| Águilas Blancas  | 16 - 23       | Burros Blancos    | Wilfrido Massieu      | 19-oct   | 12:00    |               |
| Lobos UAdeC      | 52 - 25       | Toros Salvajes    | Palomo Ruiz Tapia     | 19-oct   | 11:00    |               |
| Tecos UAG        | 24 - 30       | Frailes           | Dep. V. Carranza      | 19-oct   | 12:00    | Tercer Cuarto |
| Lobos BUAP       | 6 - 46        | Correcaminos      | Eugenio Alvizo        | 19-oct   | 15:00    |               |
| Leones Cancún    | 52 - 18       | Leones Negros     | CUCEO                 | 19-oct   | 16:00    |               |
| Leones Querétaro | 35 - 21       | Halcones          | USIBI Xalapa          | 19-oct   | 19:00    |               |
| BYE              | Pumas Acatlán |                   |                       |          |          |               |

| Semana 8        | Semana 8    | Semana 8          | Semana 8              | Semana 8 | Semana 8 | Semana 8      |
| Visitante       | Resultado   | Local             | Estadio               | Fecha    | Hora     | Transmisión   |
| --------------- | ----------- | ----------------- | --------------------- | -------- | -------- | ------------- |
| Linces UVM      | 23 - 34     | Auténticos Tigres | Gaspar Mass           | 25-oct   | 19:00    | Canal 53      |
| Pumas CU        | 30 - 3      | Potros Salvajes   | Juan Josafat Pichardo | 25-oct   | 19:00    |               |
| Águilas Blancas | 21 - 16     | Águilas           | Olímpico de la UACH   | 25-oct   | 20:00    | UACHTv        |
| Leones UA Norte | 45 - 21     | Burros Blancos    | Wilfrido Massieu      | 26-oct   | 12:00    |               |
| Leones Negros   | 00 - 23     | Toros Salvajes    | Palomo Ruiz Tapia     | 26-oct   | 11:00    |               |
| Lobos BUAP      | 22 - 28     | Leones Querétaro  | Querétaro             | 26-oct   | 13:00    |               |
| Frailes         | 00 - 35     | Lobos UAdeC       | Jorge Castro          | 26-oct   | 15:00    |               |
| Leones Cancún   | 31 - 20     | Tecos UAG         | Tres de Marzo         | 26-oct   | 18:00    |               |
| Correcaminos    | 18 - 17     | Pumas Acatlán     | FES Acatlán           | 26-oct   | 18:00    | Tercer Cuarto |
| BYE             | Halcones UV |                   |                       |          |          |               |

### Standings
- Fecha de actualización: semana 8

| Conferencia "Jacinto Licea" | Conferencia "Jacinto Licea" | Conferencia "Jacinto Licea" | Conferencia "Jacinto Licea" |
| Equipo                      | Récord                      | Cociente                    |                             |
| --------------------------- | --------------------------- | --------------------------- | --------------------------- |
| (1) Burros Blancos          | 6-1                         | 0.857                       |                             |
| (2) Pumas CU                | 6-1                         | 0.857                       |                             |
| (3) Águilas Blancas         | 5-2                         | 0.666                       |                             |
| (4) Leones Norte            | 4-3                         | 0.571                       |                             |
| Auténticos Tigres           | 3-4                         | 0.429                       |                             |
| Linces UVM                  | 3-4                         | 0.429                       |                             |
| Potros Salvajes             | 1-6                         | 0.143                       |                             |
| Águilas UACH                | 0-6                         | 0.000                       |                             |

| Conferencia Nacional | Conferencia Nacional | Conferencia Nacional | Conferencia Nacional |
| Grupo Norte          | Grupo Norte          | Grupo Norte          | Grupo Norte          |
| Equipo               | Récord               | Cociente             |                      |
| -------------------- | -------------------- | -------------------- | -------------------- |
| (1) Lobos UAdeC      | 7-1                  | 0.875                |                      |
| (2) Correcaminos     | 6-2                  | 0.750                |                      |
| Leones Querétaro     | 6-2                  | 0.750                |                      |
| Tecos UAG            | 3-5                  | 0.375                |                      |
| Leones Negros        | 1-7                  | 0.125                |                      |

| Conferencia Nacional | Conferencia Nacional | Conferencia Nacional | Conferencia Nacional |
| Grupo Sur            | Grupo Sur            | Grupo Sur            | Grupo Sur            |
| Equipo               | Récord               | Cociente             |                      |
| -------------------- | -------------------- | -------------------- | -------------------- |
| (1) Leones Cancún    | 8-0                  | 1.000                |                      |
| (2) Pumas Acatlán    | 5-3                  | 0.625                |                      |
| Frailes UT           | 5-3                  | 0.625                |                      |
| Toros Salvajes       | 4-4                  | 0.500                |                      |
| Halcones UV          | 2-6                  | 0.250                |                      |
| Lobos BUAP           | 1-7                  | 0.125                |                      |

     Clasificado a Semifinales: (1) y (2) como local, (3) y (4) como visitante
     Clasificado a Semifinales: (1er) de cada grupo como local, (2.º) como visitante

## Postemporada

### Conferencia Nacional
|  | Semifinales                      | Semifinales |    |  | Final                            | Final |  |
|  |                                  |             |    |  |                                  |       |  |
|  | 2/nov 19:00 Estadio Coliseo Maya |             |    |  |                                  |       |  |
|  | Pumas Acatlán                    | 13          |    |  |                                  |       |  |
|  | Leones Cancún                    | 20          |    |  |                                  |       |  |
|  |                                  |             |    |  |                                  |       |  |
|  |                                  |             |    |  | 9/nov 19:00 Estadio Coliseo Maya |       |  |
|  |                                  |             |    |  | Leones Anáhuac Cancún            | 29    |  |
|  |                                  | Lobos UAdeC | 21 |  |                                  |       |  |
|  |                                  |             |    |  |                                  |       |  |
|  |                                  |             |    |  |                                  |       |  |
|  |                                  |             |    |  |                                  |       |  |
|  | 2/nov 18:00 Estadio Jorge Castro |             |    |  |                                  |       |  |
|  | Correcaminos                     | 20          |    |  |                                  |       |  |
|  | Lobos UAdeC                      | 30          |    |  |                                  |       |  |

| Casco           |        |               |
| Brazo izquierdo | Cuerpo | Brazo derecho |
| Pantalones      |        |               |
| Medias          |        |               |
| UAdeC           |        |               |

| 9 de noviembre de 2019, 19:00 Estadio Coliseo Maya TV: |    |    |    |    |
| \| Equipo \| 1C \| 2C \| 3C \| 4C \| \| ---------------- \| -- \| -- \| -- \| -- \| \| Lobos UAdeC \| 0 \| 7 \| 7 \| 7 \| \| Leones A. Cancún \| 7 \| 6 \| 8 \| 7 \| |    |    |    |    |
| Equipo | 1C | 2C | 3C | 4C |
| Lobos UAdeC | 0  | 7  | 7  | 7  |
| Leones A. Cancún | 7  | 6  | 8  | 7  |

| Equipo           | 1C | 2C | 3C | 4C |
| ---------------- | -- | -- | -- | -- |
| Lobos UAdeC      | 0  | 7  | 7  | 7  |
| Leones A. Cancún | 7  | 6  | 8  | 7  |

| Casco           |        |               |
| Brazo izquierdo | Cuerpo | Brazo derecho |
| Pantalones      |        |               |
| Medias          |        |               |
| LAC             |        |               |

### Conferencia "Jacinto Licea"
|  | Semifinales                               | Semifinales     |    |  | Final                                      | Final |  |
|  |                                           |                 |    |  |                                            |       |  |
|  | 2/nov 14:00 Estadio Wilfrido Massieu      |                 |    |  |                                            |       |  |
|  | Leones Norte                              | 16              |    |  |                                            |       |  |
|  | Burros Blancos                            | 31              |    |  |                                            |       |  |
|  |                                           |                 |    |  |                                            |       |  |
|  |                                           |                 |    |  | 9/nov 11:00 Estadio Ciudad de los Deportes |       |  |
|  |                                           |                 |    |  | Burros Blancos                             | 24    |  |
|  |                                           | Águilas Blancas | 17 |  |                                            |       |  |
|  |                                           |                 |    |  |                                            |       |  |
|  |                                           |                 |    |  |                                            |       |  |
|  |                                           |                 |    |  |                                            |       |  |
|  | 2/nov 9:00 Estadio Olímpico Universitario |                 |    |  |                                            |       |  |
|  | Águilas Blancas                           | 15              |    |  |                                            |       |  |
|  | Pumas CU                                  | 10              |    |  |                                            |       |  |

| Casco           |        |               |
| Brazo izquierdo | Cuerpo | Brazo derecho |
| Pantalones      |        |               |
| Medias          |        |               |
| AB              |        |               |

| 9 de noviembre de 2019, 11:00 Estadio Ciudad de los Deportes TV: |    |    |    |    |    |
| \| Equipo \| 1C \| 2C \| 3C \| 4C \| OT \| \| --------------- \| -- \| -- \| -- \| -- \| -- \| \| Águilas Blancas \| 7 \| 3 \| 0 \| 7 \| 0 \| \| Burros Blancos \| 7 \| 0 \| 7 \| 3 \| 7 \| |    |    |    |    |    |
| Equipo | 1C | 2C | 3C | 4C | OT |
| Águilas Blancas | 7  | 3  | 0  | 7  | 0  |
| Burros Blancos | 7  | 0  | 7  | 3  | 7  |

| Equipo          | 1C | 2C | 3C | 4C | OT |
| --------------- | -- | -- | -- | -- | -- |
| Águilas Blancas | 7  | 3  | 0  | 7  | 0  |
| Burros Blancos  | 7  | 0  | 7  | 3  | 7  |

| Casco           |        |               |
| Brazo izquierdo | Cuerpo | Brazo derecho |
| Pantalones      |        |               |
| Medias          |        |               |
| BBS             |        |               |

## Tazón Politécnico
Fue la segunda ocasión en que se jugó un partido de Tazón entre la selección del Politécnico conformado por jugadores de los equipos Águilas Blancas, Burros Blancos de la Liga Mayor de la ONEFA y de Lobos Plateados y Búhos de la Liga mayor de la Fademac, contra algún equipo invitado aun Por definir.
El partido se jugara a finales de este año a las 12:00 horas en el Estadio Wilfrido Massieu.
| Casco           |        |               |
| Brazo izquierdo | Cuerpo | Brazo derecho |
| Pantalones      |        |               |
| Medias          |        |               |
| ?               |        |               |

| Por definir de 2019, 12:00 Estadio Wilfrido Massieu TV: |    |    |    |    |
| \| Equipo \| 1C \| 2C \| 3C \| 4C \| \| ------------- \| -- \| -- \| -- \| -- \| \| Por definir \| 0 \| 0 \| 0 \| 0 \| \| Selección IPN \| 0 \| 0 \| 0 \| 0 \| |    |    |    |    |
| Equipo | 1C | 2C | 3C | 4C |
| Por definir | 0  | 0  | 0  | 0  |
| Selección IPN | 0  | 0  | 0  | 0  |

| Equipo        | 1C | 2C | 3C | 4C |
| ------------- | -- | -- | -- | -- |
| Por definir   | 0  | 0  | 0  | 0  |
| Selección IPN | 0  | 0  | 0  | 0  |

| Casco           |        |               |
| Brazo izquierdo | Cuerpo | Brazo derecho |
| Pantalones      |        |               |
| Medias          |        |               |
| IPN             |        |               |

## Tazón AztecaXLVI
Fue la primera ocasión en que se jugó un partido de Tazón Azteca entre la selección de la Liga Mayor de la ONEFA y la selección de la Liga Premier de la CONADEIP.
El partido se jugara el viernes 29 de noviembre a las 19:00 horas en el Estadio Gaspar Mass conforme a lo acordado entre los organizadores, el primer juego entre selecciones ONEFA y CONADEIP se disputará en alguno de los estadios de equipos de ONEFA.
| Casco           |        |               |
| Brazo izquierdo | Cuerpo | Brazo derecho |
| Pantalones      |        |               |
| Medias          |        |               |
| CONADEIP        |        |               |

| 29 de noviembre de 2019, 19:00 Estadio Gaspar Mass TV:                                                                                           |    |    |    |    |
| \| Equipo \| 1C \| 2C \| 3C \| 4C \| \| -------- \| -- \| -- \| -- \| -- \| \| CONADEIP \| 0 \| 0 \| 14 \| 0 \| \| ONEFA \| 0 \| 3 \| 0 \| 12 \| |    |    |    |    |
| Equipo | 1C | 2C | 3C | 4C |
| CONADEIP | 0  | 0  | 14 | 0  |
| ONEFA | 0  | 3  | 0  | 12 |

| Equipo   | 1C | 2C | 3C | 4C |
| -------- | -- | -- | -- | -- |
| CONADEIP | 0  | 0  | 14 | 0  |
| ONEFA    | 0  | 3  | 0  | 12 |

| Casco           |        |               |
| Brazo izquierdo | Cuerpo | Brazo derecho |
| Pantalones      |        |               |
| Medias          |        |               |
| ONEFA           |        |               |